# Carex macrophyllidion
Carex macrophyllidion är en halvgräsart som beskrevs av Ernest Nelmes. Carex macrophyllidion ingår i släktet starrar, och familjen halvgräs. Inga underarter finns listade i Catalogue of Life.